# Districtul Mueang Suang
Mueang Suang (în thailandeză เมืองสรวง) este un district (Amphoe) din provincia Roi Et, Thailanda, cu o populație de 23.751 de locuitori și o suprafață de 209,4 km².

## Componență
Districtul este subdivizat în 5 subdistricte (tambon), care sunt subdivizate în 49 de sate (muban).
| Nr. | Nume         | În thailandeză | Sate | Locuitori |  |
| --- | ------------ | -------------- | ---- | --------- |  |
| 1.  | Nong Phue    | หนองผือ         | 9    | 4,587     |  |
| 2.  | Nong Hin     | หนองหิน         | 10   | 4,754     |  |
| 3.  | Khu Mueang   | คูเมือง          | 10   | 5,173     |  |
| 4.  | Kok Kung     | กกกุง           | 11   | 4,179     |  |
| 5.  | Mueang Suang | เมืองสรวง       | 9    | 5,058     |  |